# コンデサ

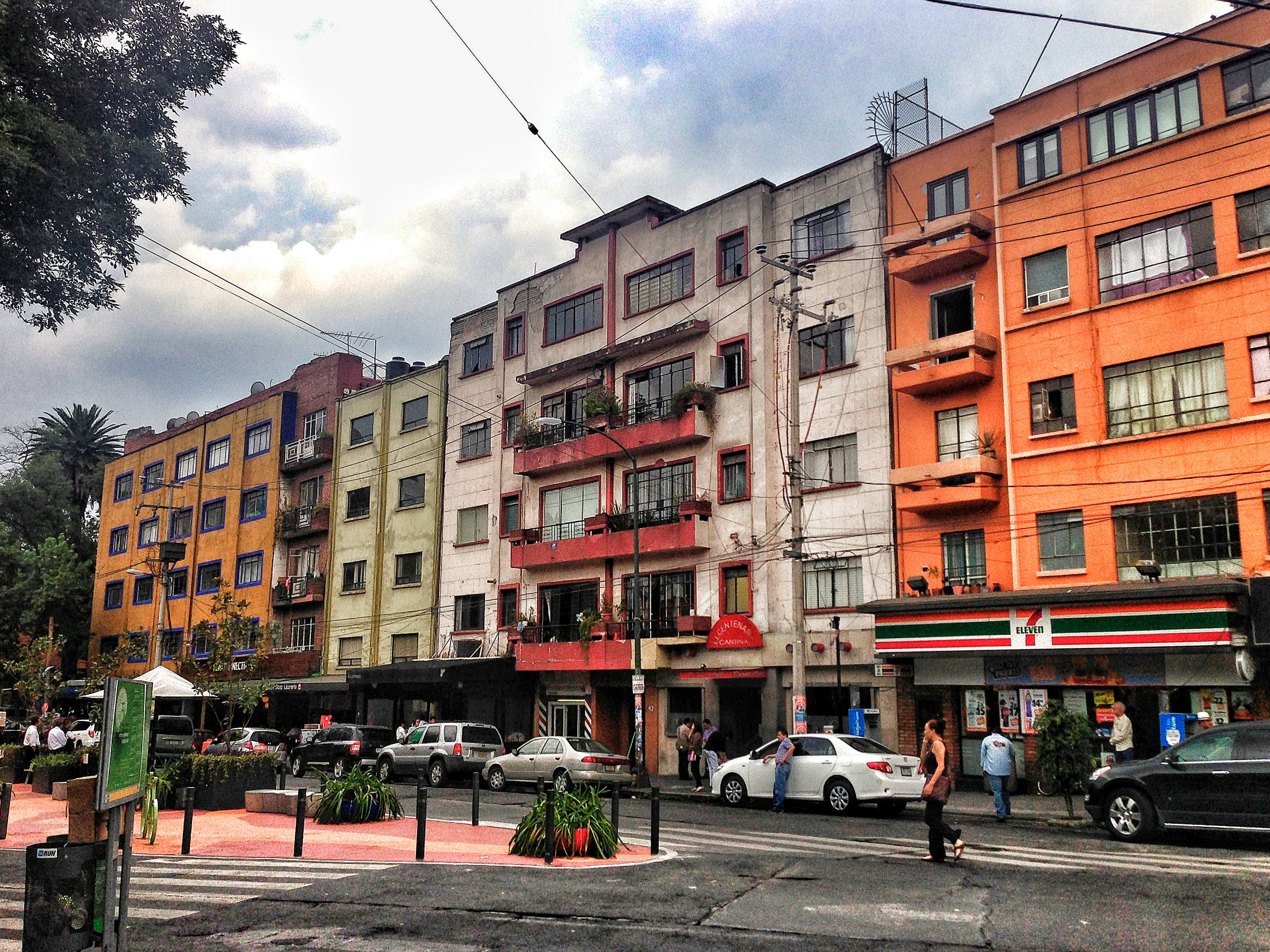
ミチョアカン通りとアトリスコ通りの交差点から東にビセンテ・スアレス通りを望む

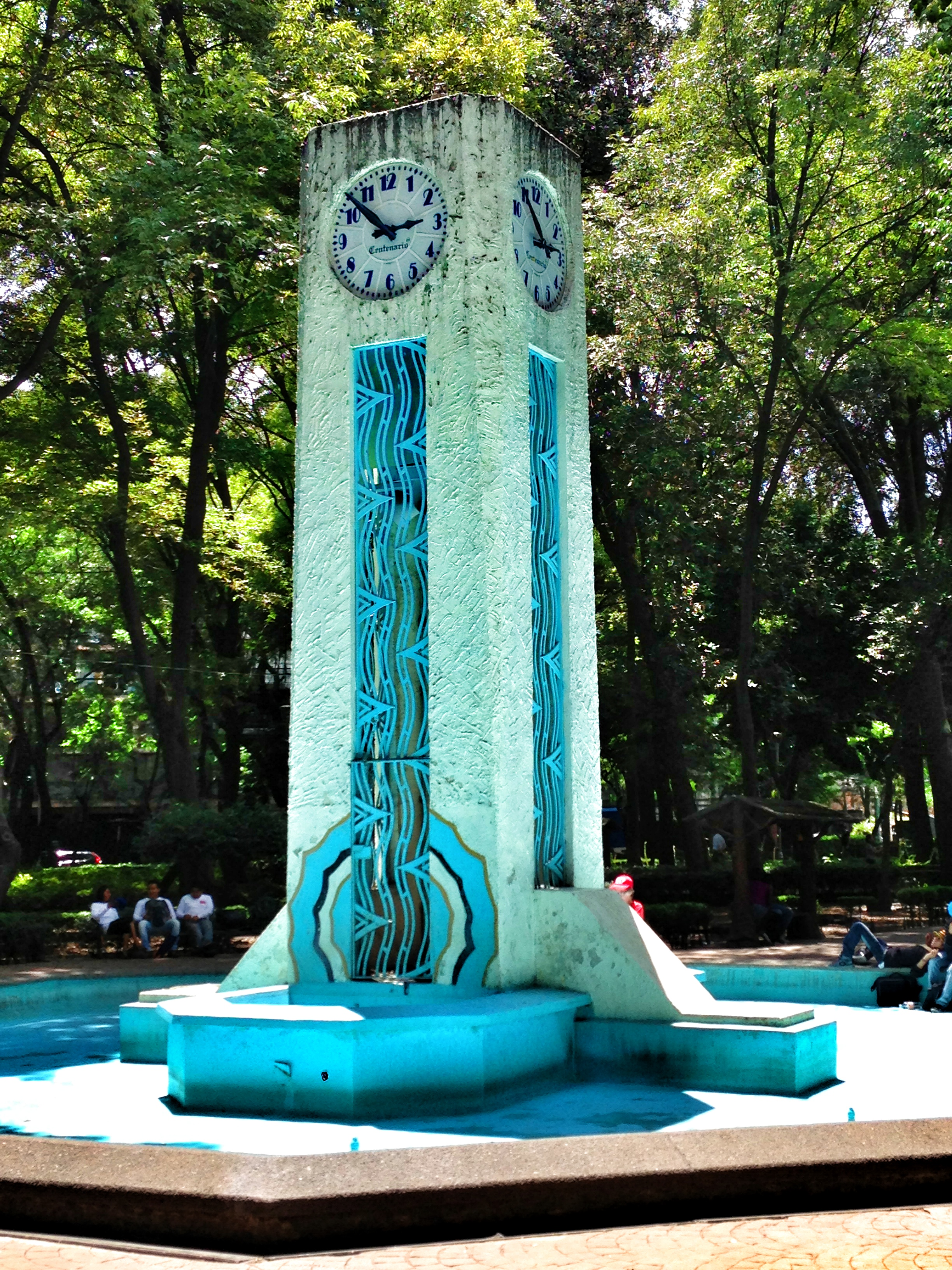
メキシコ公園のアール・デコの時計

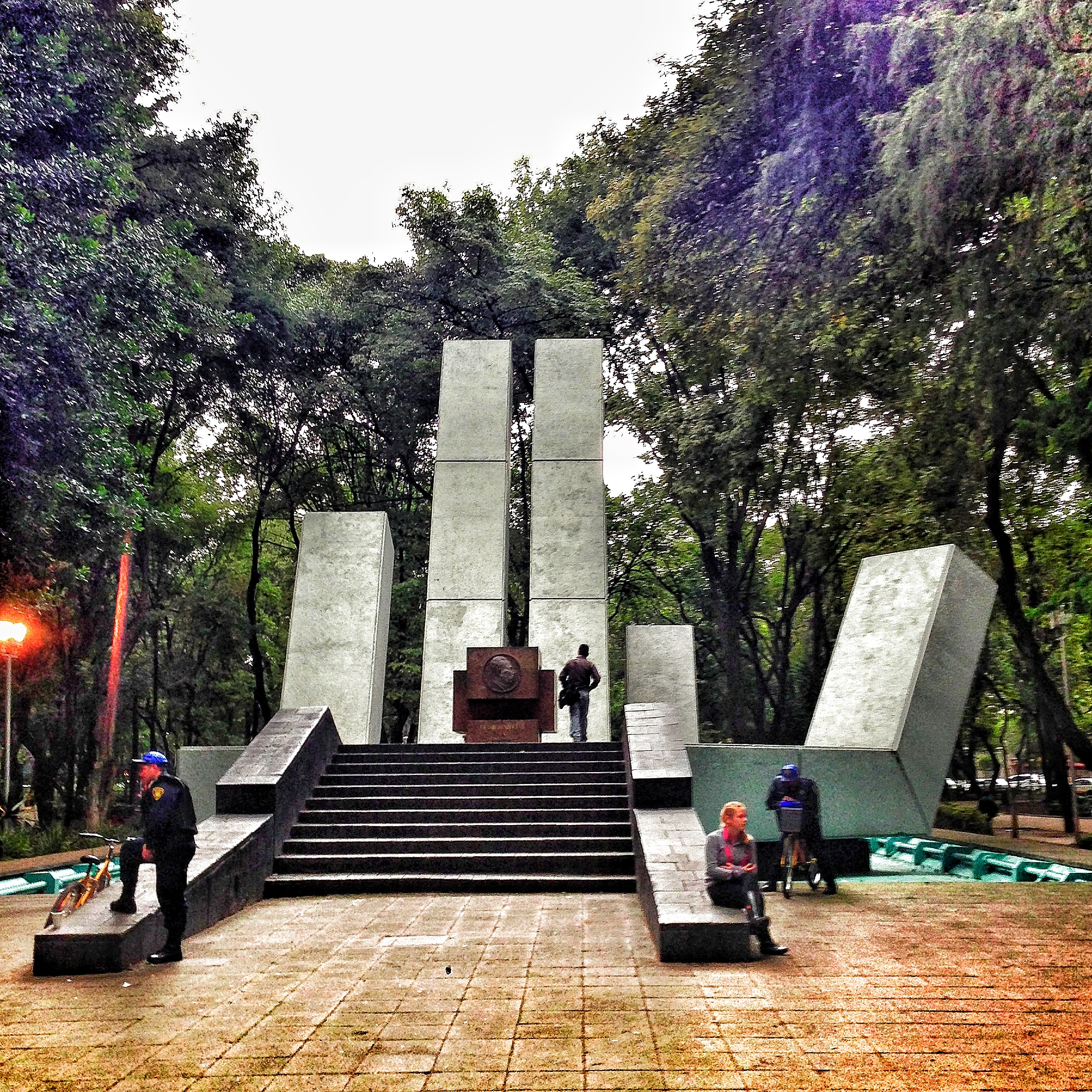
スペイン公園のラサロ・カルデナスのモニュメント（伸ばした指がスペインからの移民を歓迎している）

コンデサ（スペイン語: Condesa）は、メキシコシティのクアウテモクの地区名で、コロニア・ローマ（ローマ地区）の西隣に位置する。行政上はコロニア・コンデサ、コロニア・イポドロモ、コロニア・イポドロモ・コンデサの3つの地区（コロニア）から構成される。
コンデサはファッショナブルで若い会社員、学生、ペット愛好家らに人気があり、多数の国際的なレストラン、バー、ナイトクラブが立ちならぶ。
コンデサと隣のローマ地区を合わせたコンデサ＝ローマは2011年にメキシコシティの21の「バリオ・マヒコ」（魔法の地区）のひとつに選ばれた。日本の旅行ガイド類ではしばしば「メキシコの代官山」と称されている。

## 概要
コンデサとはスペイン語で「女伯爵」を意味する。かつてミラバイェ伯爵マリア・マグダレナ・カタリナ・ダバロス・デ・ブラカモンテ・イ・オロスコの所有地であったためにこの名がある。伯爵の所有地は今のコロニア・ローマからタクバヤまで広がっていた。
コンデサの北と東はベラクルス通り、アルバロ・オブレゴン通り、ユカタン通り、およびインスルヘンテス通りでローマ地区に接する。南と西はミゲル・イダルゴで、南はベンジャミン・フランクリン通り(Eje 4)を境としてエスカンドロン地区に、西は内環状線を境としてサンミゲル・チャプルテペク地区に接する。
コンデサは公式には3つの地区（コロニア）からなる。コロニア・コンデサはタマウリパス通りの西・ミチョアカン通りの北に位置する。コロニア・イポドロモはタマウリパス通りとスペイン公園の東に位置する。コロニア・イポドロモ・コンデサはタマウリパス通りの西・ミチョアカン通りの南に位置する。
コンデサはファッショナブルで、とくに若い会社員、学生、ペット愛好家らに人気がある。いくつかの道幅の広い並木道があり、レストラン、カフェ、ブティック、画廊が立ちならぶ。アムステルダム通りとミチョアカン通りに多くのバーやカフェが集中している。かつては住宅地だったが、1980年代末になってボヘミアン的な特徴を備えるようになった。このため古くからの住民からは騒音や犯罪などの苦情があるが、全体的な町の名声は上がり、ますます多くのレストランがこの町に引き寄せられている。
1985年のメキシコ地震でコンデサはメキシコシティ歴史地区やローマ地区と同様に大きな被害を被った。しかし地震を生きのびた建物も多い。多くの建物は1920年代に建てられ、メキシコのアール・デコ建築の代表例になっている。かつての建物を取りこわした後に新しいアパートも多数建てられている。

## 公園・文化

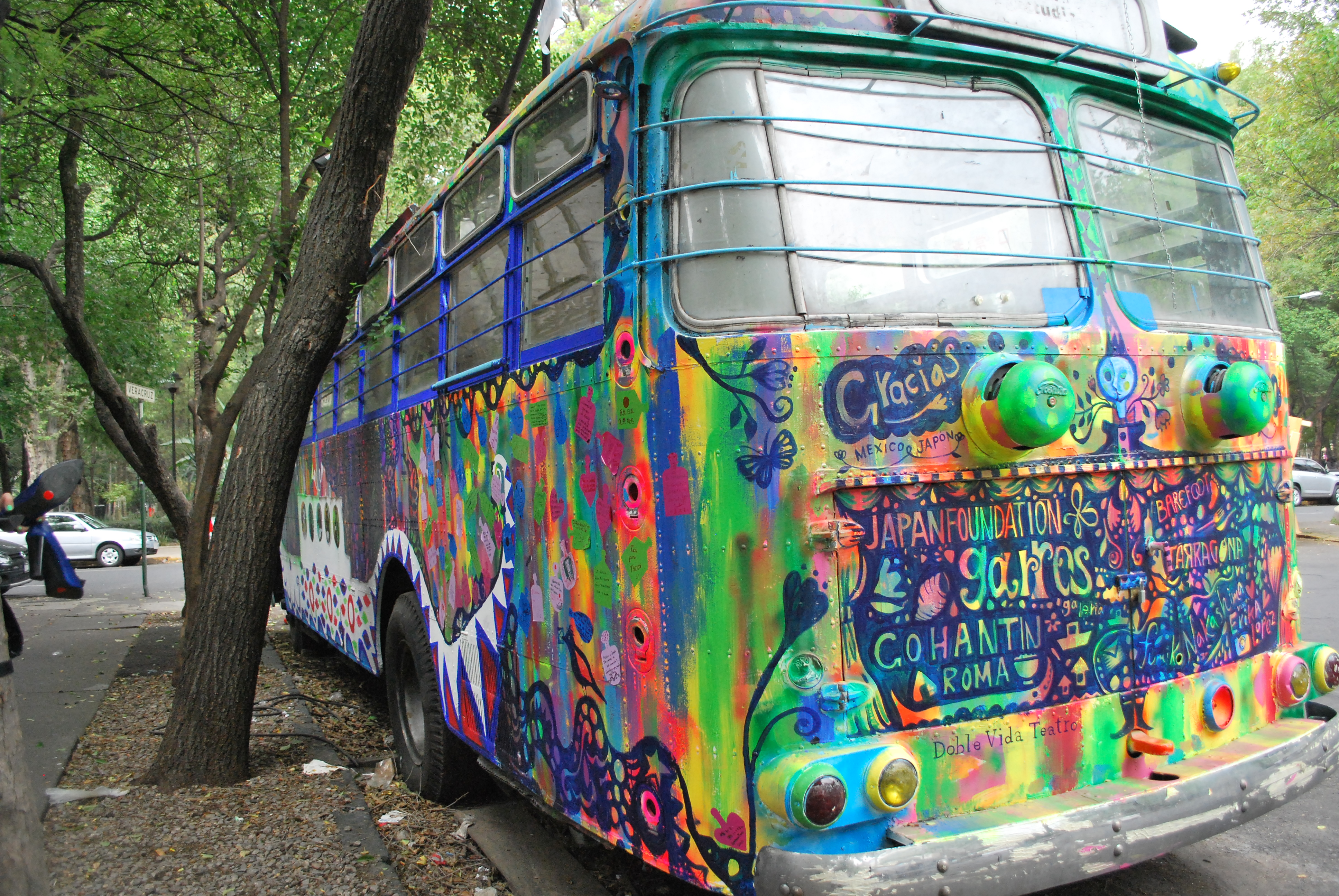
ベラクルス通りのトロリーバス。中島布美子の作品「ドブレ・ビダ」が描かれている

コロニア・イポドロモはかつての競技場の跡で、現在はその中心にメキシコ公園がある。またローマ地区との境にはメキシコ独立革命200周年を記念して1921年に造られたスペイン公園があり、ラサロ・カルデナスのモニュメントなどが置かれている。
メキシコ公園を中心として楕円形に走るアムステルダム通りその他いくつかの通りは中央分離帯が緑地になっている。
ローマ＝コンデサ地区の路肩に止められた数台のトロリーバスは日本からメキシコに寄贈されたもので、2000年から子供用の教育センターとして使われたが廃棄され、2005年から2009年まで非伝統的芸術を促進するためのプロジェクト「トロリーバス・ギャラリー」(Galería Trolebús)のために使われた。ギャラリーが2009年に財政難から終了した後も、バスは演劇ほかの芸術プロジェクトに使われている。
エル・プラサ・コンデサは1900人を収容できるコンサートホールである。

## 歴史
1704年にミラバイェ伯爵マリア・マグダレナ・カタリナ・ダバロス・デ・ブラカモンテ・イ・オロスコはメキシコシティ西部の広大な土地の所有者になった。彼女は一帯をアシエンダと邸宅に変えた。コンデサ（女伯爵）の名は彼女に由来する。伯爵の所有地は今のコロニア・ローマ、コロニア・コンデサ、コロニア・イポドロモおよびタクバヤの一部を含んでいたが、19世紀末に所有者が変わった。邸宅の建物は現在ロシア大使館として使われている。
ポルフィリオ・ディアスが大統領の時代に多数の上流階級がここに住んだ。コンデサは最初からよく計画されたインフラを持ち、大きな公園と並木道を備えていた。1920年代までに、かつてのアシエンダは住宅地となった。人口の増加にともなってコンデサは複数の地区（コロニア）に分割された。
1910年に私営の競技場が造られ、自動車競技と競馬に使われた。メキシコ革命以降はより低い階級の人々が取ってかわり、競技場は閉鎖された。今のアムステルダム通りが楕円形をしているのは競技場のトラックを反映している。同じ頃に闘牛場も造られ、23000人の観客を収容できた。跡地は大部分パラシオ・デ・イエロ百貨店の敷地になっている。
20世紀の最初の2⁄3に地区は成長し、中流・上流階級や多数の外国人が住むようになった。1920年代には多数のユダヤ人移民がやってきた（主に東欧からのアシュケナジーム）。またスペイン内戦の避難民も相当数あった。彼らが住みつくことで町は都会的・国際的な魅力を持つようになった。
1970年代になるとコンデサの若者はポランコ地区などのよりファッショナブルな地域に移りはじめた。1985年のメキシコ地震はコンデサとローマ地区に大きな被害をもたらし、この地域を放棄する傾向が一層激しくなった。引越しのための資金のない住民のみが残った。
家賃が下がって空き地が増えたため、コンデサには新たな若者たちが流入した。オフィスも作られ、従業員のためのレストランと駐車場の需要が発生した。新しいレストランの競争によってコンデサの名声が高まり、現在では約120のレストランがある。これらの新しいレストランは歩道にテーブルを持ちだして食事する新しい方式を導入した。1990年代末まで珍しかったこの方式は、メキシコシティの穏やかな天候のおかげで大成功した。
新しい人々の流入には駐車場の不足、ゴミ、騒音、犯罪などの悪い側面もある。多くの建物が統制なしに改築され、排水・電気・水道などのインフラに負荷がかかる場所もできた。古くからの住民は騒音や道路の混雑、薬物、売春などを非難している。